# Magritte voor beste regisseur
De Magritte voor beste regisseur (Magritte du meilleur réalisateur) is een Belgische filmprijs die sinds 2011 wordt uitgereikt door de Académie André Delvaux, samen met de andere Margrittes de cinéma. De prijs wordt toegekend aan de beste regisseur van een Belgische Franstalige film van het jaar.

## Winnaars en genomineerden

### Jaren 2010
| Jaar                                        | Regisseur(s)                 | Film |
| ------------------------------------------- | ---------------------------- | ---- |
| 2011                                        |                              |      |
| Jaco Van Dormael                            | Mr. Nobody                   |      |
| Joachim Lafosse                             | Élève libre                  |      |
| Olivier Masset-Depasse                      | Illégal                      |      |
| Nabil Ben Yadir                             | Les Barons                   |      |
| 2012                                        |                              |      |
| Bouli Lanners                               | Les Géants                   |      |
| Dominique Abel, Fiona Gordon en Bruno Romy  | La fée                       |      |
| Jean-Pierre en Luc Dardenne                 | Le Gamin au vélo             |      |
| Sam Garbarski                               | Quartier lointain            |      |
| 2013                                        |                              |      |
| Joachim Lafosse                             | À perdre la raison           |      |
| Lucas Belvaux                               | 38 témoins                   |      |
| Patrick Ridremont                           | Dead Man Talking             |      |
| François Pirot                              | Mobile Home                  |      |
| 2014                                        |                              |      |
| Stéphane Aubier en Vincent Patar            | Ernest et Célestine          |      |
| Vincent Lannoo                              | Au nom du fils               |      |
| Frédéric Fonteyne                           | Tango libre                  |      |
| Sam Garbarski                               | Vijay and I                  |      |
| 2015                                        |                              |      |
| Jean-Pierre en Luc Dardenne                 | Deux jours, une nuit         |      |
| Yolande Moreau                              | Henri                        |      |
| Nabil Ben Yadir                             | La Marche                    |      |
| Lucas Belvaux                               | Pas son genre                |      |
| 2016                                        |                              |      |
| Jaco Van Dormael                            | Le Tout Nouveau Testament    |      |
| Bernard Bellefroid                          | Melody                       |      |
| Antoine Cuypers                             | Préjudice                    |      |
| Savina Dellicour                            | Tous les chats sont gris     |      |
| 2017                                        |                              |      |
| Bouli Lanners                               | Les Premiers, les Derniers   |      |
| Xavier Seron                                | Je me tue à le dire          |      |
| Joachim Lafosse                             | L'Économie du couple         |      |
| Valéry Rosier                               | Parasol                      |      |
| 2018                                        |                              |      |
| Philippe Van Leeuw                          | Insyriated                   |      |
| Lucas Belvaux                               | Chez nous                    |      |
| Nabil Ben Yadir                             | Dode hoek                    |      |
| Stephan Streker                             | Noces                        |      |
| 2019                                        |                              |      |
| Guillaume Senez                             | Nos batailles                |      |
| Olivier Meys                                | Bitter Flowers               |      |
| Hélène Cattet en Bruno Forzani              | Laissez bronzer les cadavres |      |
| François Troukens en Jean-François Hensgens | Tueurs                       |      |

### Jaren 2020
| Jaar                              | Regisseur(s)                   | Film |
| --------------------------------- | ------------------------------ | ---- |
| 2020                              |                                |      |
| Olivier Masset-Depasse            | Duelles                        |      |
| Jean-Pierre en Luc Dardenne       | Le Jeune Ahmed                 |      |
| Laurent Micheli                   | Lola vers la mer               |      |
| César Díaz                        | Nuestras madres                |      |
| 2022                              |                                |      |
| Laura Wandel                      | Un monde                       |      |
| Fabrice Du Welz                   | Adoration                      |      |
| Joachim Lafosse                   | Les Intranquilles              |      |
| Ann Sirot en Raphaël Balboni      | Une vie démente                |      |
| 2023                              |                                |      |
| Bouli Lanners                     | Nobody Has to Know             |      |
| Nabil Ben Yadir                   | Animals                        |      |
| Julie Lecoustre en Emmanuel Marre | Rien à foutre                  |      |
| Jean-Pierre en Luc Dardenne       | Tori et Lokita                 |      |
| 2024                              |                                |      |
| Emmanuelle Nicot                  | Dalva                          |      |
| Baloji                            | Augure                         |      |
| Zeno Graton                       | Le Paradis                     |      |
| Ann Sirot en Raphaël Balboni      | Le Syndrome des amours passées |      |